# Phòng thủ Hà Lan
Phòng thủ Hà Lan là một khai cuộc cờ vua đặc trưng bởi các nước đi:
1. d4 f5
Nước đi 1... f5 của bên đen nhằm hóa giải e4 và mường tượng ra một cuộc tấn công vào trung cuộc trên cánh vua của bên trắng, tuy nhiên, nó cũng làm suy yếu cánh vua của bên đen (đặc biệt là đường chéo e8 - h5). Giống như bản sao 1.e4 của mình, phòng thủ Sicilian, phòng thủ Hà Lan là một lối khai cuộc mạnh mẽ và không cân bằng, dẫn đến tỷ lệ hòa cờ thấp nhất trong số các biến thể phổ biến nhất chống lại 1.d4. Trong lịch sử, bên trắng đã thử nhiều phương pháp để khai thác điểm yếu của cánh vua, như Stauton Gambit (2.e4) và Tấn công Korchnoi (2.h3 và 3.g4).
Phòng thủ Hà Lan chưa bao giờ là một khai cuộc chính chống lại 1.d4 và ngày nay hiếm khi thấy trong những trận đấu đỉnh cao, mặc dù một số kì thủ hàng đầu, bao gồm Alexander Alekhine, Bent Larsen, Paul Morphy và Miguel Najdorf, đã sử dụng thành công. Đáng chú ý nhất là vào năm 1951, cả nhà vô địch thế giới Mikhail Botvinnik và người thách đấu của ông, David Bronstein, đã chơi nó trong trận đấu Giải vô địch thế giới năm 1951 của họ.

## Lịch sử
Elias Stein (1748–1812), một người Alsace định cư ở Den Haag, đã phát biểu rằng phòng thủ này là phương án tốt nhất cho 1.d4 trong cuốn sách xuất bản năm 1789 của mình: Nouvel essai sur le Jeu des échecs, avec des réflexions militaires relatives à ce jeu.
Siegbert Tarrasch đã phản đối khai cuộc này là không có cơ sở trong tác phẩm Trò chơi cờ vua (The Game of Chess) năm 1931 của ông, cho rằng trắng nên đáp trả bằng Staunton Gambit, và trắng sẽ có thế trận tốt hơn sau 2.e4 fxe4 3.Nc3 Nf6 4.Bg5 c6 5.f3! exf3.

## Lý thuyết
Trắng thường chơi fianchetto (fianchetto) với tượng ở cánh vua với g3 và Bg2. Đen đôi khi cũng chơi fianchetto với tượng của cánh vua với...g6 và...Bg7 (biến Leningrad Dutch), nhưng thay vào đó có thể phát triển tượng của mình lên e7, d6 (sau... d5), hoặc b4 (thường thấy nhất nếu Trắng chơi c4 trước khi nhập thành). Ván cờ thường tiếp diễn 2.g3 Nf6 3.Bg2 e6 4.Nf3 (4.Nh3!? cũng có thể, dự định Nf4 - d3 để kiểm soát ô e5 nếu đen chơi biến Stonewall) 4... Be7 5.0-0 0 -0 6.c4 và bây giờ đen chọn giữa 6... d5 (nước đi đặc trưng của Stonewall), 6... d6, biến Ilyin-Zhenevsky (ngày nay ít phổ biến hơn) hoặc nước đi của Alekhine 6... Ne4!? duy trì sự lựa chọn việc di chuyển quân chốt ở ô d tiến lên một hoặc hai ô.
Tiềm năng của khai cuộc tấn công này được thể hiện trong ván cờ Người Ba Lan bất tử (The Polish Immortal), trong đó Miguel Najdorf, sử dụng biến thể Stonewall, đã hy sinh tất cả các quân nhẹ của mình để chiếu hết đối phương, qua đó giành chiến thắng.

## Tiếp thu & Phát triển
Biến Stonewall nổi lên vào thập niên 80 và 90 của thế kỉ trước, khi các Đại kiện tướng hàng đầu Artur Yusupov, Sergey Dolmatov, Nigel Short và Simen Agdestein đã giúp phát triển hệ thống nơi đen đi... d5 sớm hơn và đặt tượng ô màu tối của mình lên ô d6. Được gọi là Stonewall Hiện đại, thế trận này vẫn còn phổ biến hơn so với... Be7 truyền thống.
Magnus Carlsen đã sử dụng Stonewall để giành chiến thắng trước Viswanathan Anand và Fabiano Caruana.
Simon Williams, là một trong những nhà nghiên cứu hàng đầu của phòng thủ Hà Lan cổ điển và đã mở một số khóa học về nó cũng như đã viết nhiều cuốn sách về khai cuộc.

## Diễn biến tiếp theo của bên trắng
|   | a | b | c | d | e | f | g | h |   |
| 8 | a8 black rook · b8 black knight · c8 black bishop · d8 black queen · f8 black rook · g8 black king · a7 black pawn · b7 black pawn · c7 black pawn · e7 black pawn · g7 black bishop · h7 black pawn · d6 black pawn · f6 black knight · g6 black pawn · f5 black pawn · c4 white pawn · d4 white pawn · f3 white knight · g3 white pawn · a2 white pawn · b2 white pawn · e2 white pawn · f2 white pawn · g2 white bishop · h2 white pawn · a1 white rook · b1 white knight · c1 white bishop · d1 white queen · f1 white rook · g1 white king | a8 black rook · b8 black knight · c8 black bishop · d8 black queen · f8 black rook · g8 black king · a7 black pawn · b7 black pawn · c7 black pawn · e7 black pawn · g7 black bishop · h7 black pawn · d6 black pawn · f6 black knight · g6 black pawn · f5 black pawn · c4 white pawn · d4 white pawn · f3 white knight · g3 white pawn · a2 white pawn · b2 white pawn · e2 white pawn · f2 white pawn · g2 white bishop · h2 white pawn · a1 white rook · b1 white knight · c1 white bishop · d1 white queen · f1 white rook · g1 white king | a8 black rook · b8 black knight · c8 black bishop · d8 black queen · f8 black rook · g8 black king · a7 black pawn · b7 black pawn · c7 black pawn · e7 black pawn · g7 black bishop · h7 black pawn · d6 black pawn · f6 black knight · g6 black pawn · f5 black pawn · c4 white pawn · d4 white pawn · f3 white knight · g3 white pawn · a2 white pawn · b2 white pawn · e2 white pawn · f2 white pawn · g2 white bishop · h2 white pawn · a1 white rook · b1 white knight · c1 white bishop · d1 white queen · f1 white rook · g1 white king | a8 black rook · b8 black knight · c8 black bishop · d8 black queen · f8 black rook · g8 black king · a7 black pawn · b7 black pawn · c7 black pawn · e7 black pawn · g7 black bishop · h7 black pawn · d6 black pawn · f6 black knight · g6 black pawn · f5 black pawn · c4 white pawn · d4 white pawn · f3 white knight · g3 white pawn · a2 white pawn · b2 white pawn · e2 white pawn · f2 white pawn · g2 white bishop · h2 white pawn · a1 white rook · b1 white knight · c1 white bishop · d1 white queen · f1 white rook · g1 white king | a8 black rook · b8 black knight · c8 black bishop · d8 black queen · f8 black rook · g8 black king · a7 black pawn · b7 black pawn · c7 black pawn · e7 black pawn · g7 black bishop · h7 black pawn · d6 black pawn · f6 black knight · g6 black pawn · f5 black pawn · c4 white pawn · d4 white pawn · f3 white knight · g3 white pawn · a2 white pawn · b2 white pawn · e2 white pawn · f2 white pawn · g2 white bishop · h2 white pawn · a1 white rook · b1 white knight · c1 white bishop · d1 white queen · f1 white rook · g1 white king | a8 black rook · b8 black knight · c8 black bishop · d8 black queen · f8 black rook · g8 black king · a7 black pawn · b7 black pawn · c7 black pawn · e7 black pawn · g7 black bishop · h7 black pawn · d6 black pawn · f6 black knight · g6 black pawn · f5 black pawn · c4 white pawn · d4 white pawn · f3 white knight · g3 white pawn · a2 white pawn · b2 white pawn · e2 white pawn · f2 white pawn · g2 white bishop · h2 white pawn · a1 white rook · b1 white knight · c1 white bishop · d1 white queen · f1 white rook · g1 white king | a8 black rook · b8 black knight · c8 black bishop · d8 black queen · f8 black rook · g8 black king · a7 black pawn · b7 black pawn · c7 black pawn · e7 black pawn · g7 black bishop · h7 black pawn · d6 black pawn · f6 black knight · g6 black pawn · f5 black pawn · c4 white pawn · d4 white pawn · f3 white knight · g3 white pawn · a2 white pawn · b2 white pawn · e2 white pawn · f2 white pawn · g2 white bishop · h2 white pawn · a1 white rook · b1 white knight · c1 white bishop · d1 white queen · f1 white rook · g1 white king | a8 black rook · b8 black knight · c8 black bishop · d8 black queen · f8 black rook · g8 black king · a7 black pawn · b7 black pawn · c7 black pawn · e7 black pawn · g7 black bishop · h7 black pawn · d6 black pawn · f6 black knight · g6 black pawn · f5 black pawn · c4 white pawn · d4 white pawn · f3 white knight · g3 white pawn · a2 white pawn · b2 white pawn · e2 white pawn · f2 white pawn · g2 white bishop · h2 white pawn · a1 white rook · b1 white knight · c1 white bishop · d1 white queen · f1 white rook · g1 white king | 8 |
| 7 | a8 black rook · b8 black knight · c8 black bishop · d8 black queen · f8 black rook · g8 black king · a7 black pawn · b7 black pawn · c7 black pawn · e7 black pawn · g7 black bishop · h7 black pawn · d6 black pawn · f6 black knight · g6 black pawn · f5 black pawn · c4 white pawn · d4 white pawn · f3 white knight · g3 white pawn · a2 white pawn · b2 white pawn · e2 white pawn · f2 white pawn · g2 white bishop · h2 white pawn · a1 white rook · b1 white knight · c1 white bishop · d1 white queen · f1 white rook · g1 white king | a8 black rook · b8 black knight · c8 black bishop · d8 black queen · f8 black rook · g8 black king · a7 black pawn · b7 black pawn · c7 black pawn · e7 black pawn · g7 black bishop · h7 black pawn · d6 black pawn · f6 black knight · g6 black pawn · f5 black pawn · c4 white pawn · d4 white pawn · f3 white knight · g3 white pawn · a2 white pawn · b2 white pawn · e2 white pawn · f2 white pawn · g2 white bishop · h2 white pawn · a1 white rook · b1 white knight · c1 white bishop · d1 white queen · f1 white rook · g1 white king | a8 black rook · b8 black knight · c8 black bishop · d8 black queen · f8 black rook · g8 black king · a7 black pawn · b7 black pawn · c7 black pawn · e7 black pawn · g7 black bishop · h7 black pawn · d6 black pawn · f6 black knight · g6 black pawn · f5 black pawn · c4 white pawn · d4 white pawn · f3 white knight · g3 white pawn · a2 white pawn · b2 white pawn · e2 white pawn · f2 white pawn · g2 white bishop · h2 white pawn · a1 white rook · b1 white knight · c1 white bishop · d1 white queen · f1 white rook · g1 white king | a8 black rook · b8 black knight · c8 black bishop · d8 black queen · f8 black rook · g8 black king · a7 black pawn · b7 black pawn · c7 black pawn · e7 black pawn · g7 black bishop · h7 black pawn · d6 black pawn · f6 black knight · g6 black pawn · f5 black pawn · c4 white pawn · d4 white pawn · f3 white knight · g3 white pawn · a2 white pawn · b2 white pawn · e2 white pawn · f2 white pawn · g2 white bishop · h2 white pawn · a1 white rook · b1 white knight · c1 white bishop · d1 white queen · f1 white rook · g1 white king | a8 black rook · b8 black knight · c8 black bishop · d8 black queen · f8 black rook · g8 black king · a7 black pawn · b7 black pawn · c7 black pawn · e7 black pawn · g7 black bishop · h7 black pawn · d6 black pawn · f6 black knight · g6 black pawn · f5 black pawn · c4 white pawn · d4 white pawn · f3 white knight · g3 white pawn · a2 white pawn · b2 white pawn · e2 white pawn · f2 white pawn · g2 white bishop · h2 white pawn · a1 white rook · b1 white knight · c1 white bishop · d1 white queen · f1 white rook · g1 white king | a8 black rook · b8 black knight · c8 black bishop · d8 black queen · f8 black rook · g8 black king · a7 black pawn · b7 black pawn · c7 black pawn · e7 black pawn · g7 black bishop · h7 black pawn · d6 black pawn · f6 black knight · g6 black pawn · f5 black pawn · c4 white pawn · d4 white pawn · f3 white knight · g3 white pawn · a2 white pawn · b2 white pawn · e2 white pawn · f2 white pawn · g2 white bishop · h2 white pawn · a1 white rook · b1 white knight · c1 white bishop · d1 white queen · f1 white rook · g1 white king | a8 black rook · b8 black knight · c8 black bishop · d8 black queen · f8 black rook · g8 black king · a7 black pawn · b7 black pawn · c7 black pawn · e7 black pawn · g7 black bishop · h7 black pawn · d6 black pawn · f6 black knight · g6 black pawn · f5 black pawn · c4 white pawn · d4 white pawn · f3 white knight · g3 white pawn · a2 white pawn · b2 white pawn · e2 white pawn · f2 white pawn · g2 white bishop · h2 white pawn · a1 white rook · b1 white knight · c1 white bishop · d1 white queen · f1 white rook · g1 white king | a8 black rook · b8 black knight · c8 black bishop · d8 black queen · f8 black rook · g8 black king · a7 black pawn · b7 black pawn · c7 black pawn · e7 black pawn · g7 black bishop · h7 black pawn · d6 black pawn · f6 black knight · g6 black pawn · f5 black pawn · c4 white pawn · d4 white pawn · f3 white knight · g3 white pawn · a2 white pawn · b2 white pawn · e2 white pawn · f2 white pawn · g2 white bishop · h2 white pawn · a1 white rook · b1 white knight · c1 white bishop · d1 white queen · f1 white rook · g1 white king | 7 |
| 6 | a8 black rook · b8 black knight · c8 black bishop · d8 black queen · f8 black rook · g8 black king · a7 black pawn · b7 black pawn · c7 black pawn · e7 black pawn · g7 black bishop · h7 black pawn · d6 black pawn · f6 black knight · g6 black pawn · f5 black pawn · c4 white pawn · d4 white pawn · f3 white knight · g3 white pawn · a2 white pawn · b2 white pawn · e2 white pawn · f2 white pawn · g2 white bishop · h2 white pawn · a1 white rook · b1 white knight · c1 white bishop · d1 white queen · f1 white rook · g1 white king | a8 black rook · b8 black knight · c8 black bishop · d8 black queen · f8 black rook · g8 black king · a7 black pawn · b7 black pawn · c7 black pawn · e7 black pawn · g7 black bishop · h7 black pawn · d6 black pawn · f6 black knight · g6 black pawn · f5 black pawn · c4 white pawn · d4 white pawn · f3 white knight · g3 white pawn · a2 white pawn · b2 white pawn · e2 white pawn · f2 white pawn · g2 white bishop · h2 white pawn · a1 white rook · b1 white knight · c1 white bishop · d1 white queen · f1 white rook · g1 white king | a8 black rook · b8 black knight · c8 black bishop · d8 black queen · f8 black rook · g8 black king · a7 black pawn · b7 black pawn · c7 black pawn · e7 black pawn · g7 black bishop · h7 black pawn · d6 black pawn · f6 black knight · g6 black pawn · f5 black pawn · c4 white pawn · d4 white pawn · f3 white knight · g3 white pawn · a2 white pawn · b2 white pawn · e2 white pawn · f2 white pawn · g2 white bishop · h2 white pawn · a1 white rook · b1 white knight · c1 white bishop · d1 white queen · f1 white rook · g1 white king | a8 black rook · b8 black knight · c8 black bishop · d8 black queen · f8 black rook · g8 black king · a7 black pawn · b7 black pawn · c7 black pawn · e7 black pawn · g7 black bishop · h7 black pawn · d6 black pawn · f6 black knight · g6 black pawn · f5 black pawn · c4 white pawn · d4 white pawn · f3 white knight · g3 white pawn · a2 white pawn · b2 white pawn · e2 white pawn · f2 white pawn · g2 white bishop · h2 white pawn · a1 white rook · b1 white knight · c1 white bishop · d1 white queen · f1 white rook · g1 white king | a8 black rook · b8 black knight · c8 black bishop · d8 black queen · f8 black rook · g8 black king · a7 black pawn · b7 black pawn · c7 black pawn · e7 black pawn · g7 black bishop · h7 black pawn · d6 black pawn · f6 black knight · g6 black pawn · f5 black pawn · c4 white pawn · d4 white pawn · f3 white knight · g3 white pawn · a2 white pawn · b2 white pawn · e2 white pawn · f2 white pawn · g2 white bishop · h2 white pawn · a1 white rook · b1 white knight · c1 white bishop · d1 white queen · f1 white rook · g1 white king | a8 black rook · b8 black knight · c8 black bishop · d8 black queen · f8 black rook · g8 black king · a7 black pawn · b7 black pawn · c7 black pawn · e7 black pawn · g7 black bishop · h7 black pawn · d6 black pawn · f6 black knight · g6 black pawn · f5 black pawn · c4 white pawn · d4 white pawn · f3 white knight · g3 white pawn · a2 white pawn · b2 white pawn · e2 white pawn · f2 white pawn · g2 white bishop · h2 white pawn · a1 white rook · b1 white knight · c1 white bishop · d1 white queen · f1 white rook · g1 white king | a8 black rook · b8 black knight · c8 black bishop · d8 black queen · f8 black rook · g8 black king · a7 black pawn · b7 black pawn · c7 black pawn · e7 black pawn · g7 black bishop · h7 black pawn · d6 black pawn · f6 black knight · g6 black pawn · f5 black pawn · c4 white pawn · d4 white pawn · f3 white knight · g3 white pawn · a2 white pawn · b2 white pawn · e2 white pawn · f2 white pawn · g2 white bishop · h2 white pawn · a1 white rook · b1 white knight · c1 white bishop · d1 white queen · f1 white rook · g1 white king | a8 black rook · b8 black knight · c8 black bishop · d8 black queen · f8 black rook · g8 black king · a7 black pawn · b7 black pawn · c7 black pawn · e7 black pawn · g7 black bishop · h7 black pawn · d6 black pawn · f6 black knight · g6 black pawn · f5 black pawn · c4 white pawn · d4 white pawn · f3 white knight · g3 white pawn · a2 white pawn · b2 white pawn · e2 white pawn · f2 white pawn · g2 white bishop · h2 white pawn · a1 white rook · b1 white knight · c1 white bishop · d1 white queen · f1 white rook · g1 white king | 6 |
| 5 | a8 black rook · b8 black knight · c8 black bishop · d8 black queen · f8 black rook · g8 black king · a7 black pawn · b7 black pawn · c7 black pawn · e7 black pawn · g7 black bishop · h7 black pawn · d6 black pawn · f6 black knight · g6 black pawn · f5 black pawn · c4 white pawn · d4 white pawn · f3 white knight · g3 white pawn · a2 white pawn · b2 white pawn · e2 white pawn · f2 white pawn · g2 white bishop · h2 white pawn · a1 white rook · b1 white knight · c1 white bishop · d1 white queen · f1 white rook · g1 white king | a8 black rook · b8 black knight · c8 black bishop · d8 black queen · f8 black rook · g8 black king · a7 black pawn · b7 black pawn · c7 black pawn · e7 black pawn · g7 black bishop · h7 black pawn · d6 black pawn · f6 black knight · g6 black pawn · f5 black pawn · c4 white pawn · d4 white pawn · f3 white knight · g3 white pawn · a2 white pawn · b2 white pawn · e2 white pawn · f2 white pawn · g2 white bishop · h2 white pawn · a1 white rook · b1 white knight · c1 white bishop · d1 white queen · f1 white rook · g1 white king | a8 black rook · b8 black knight · c8 black bishop · d8 black queen · f8 black rook · g8 black king · a7 black pawn · b7 black pawn · c7 black pawn · e7 black pawn · g7 black bishop · h7 black pawn · d6 black pawn · f6 black knight · g6 black pawn · f5 black pawn · c4 white pawn · d4 white pawn · f3 white knight · g3 white pawn · a2 white pawn · b2 white pawn · e2 white pawn · f2 white pawn · g2 white bishop · h2 white pawn · a1 white rook · b1 white knight · c1 white bishop · d1 white queen · f1 white rook · g1 white king | a8 black rook · b8 black knight · c8 black bishop · d8 black queen · f8 black rook · g8 black king · a7 black pawn · b7 black pawn · c7 black pawn · e7 black pawn · g7 black bishop · h7 black pawn · d6 black pawn · f6 black knight · g6 black pawn · f5 black pawn · c4 white pawn · d4 white pawn · f3 white knight · g3 white pawn · a2 white pawn · b2 white pawn · e2 white pawn · f2 white pawn · g2 white bishop · h2 white pawn · a1 white rook · b1 white knight · c1 white bishop · d1 white queen · f1 white rook · g1 white king | a8 black rook · b8 black knight · c8 black bishop · d8 black queen · f8 black rook · g8 black king · a7 black pawn · b7 black pawn · c7 black pawn · e7 black pawn · g7 black bishop · h7 black pawn · d6 black pawn · f6 black knight · g6 black pawn · f5 black pawn · c4 white pawn · d4 white pawn · f3 white knight · g3 white pawn · a2 white pawn · b2 white pawn · e2 white pawn · f2 white pawn · g2 white bishop · h2 white pawn · a1 white rook · b1 white knight · c1 white bishop · d1 white queen · f1 white rook · g1 white king | a8 black rook · b8 black knight · c8 black bishop · d8 black queen · f8 black rook · g8 black king · a7 black pawn · b7 black pawn · c7 black pawn · e7 black pawn · g7 black bishop · h7 black pawn · d6 black pawn · f6 black knight · g6 black pawn · f5 black pawn · c4 white pawn · d4 white pawn · f3 white knight · g3 white pawn · a2 white pawn · b2 white pawn · e2 white pawn · f2 white pawn · g2 white bishop · h2 white pawn · a1 white rook · b1 white knight · c1 white bishop · d1 white queen · f1 white rook · g1 white king | a8 black rook · b8 black knight · c8 black bishop · d8 black queen · f8 black rook · g8 black king · a7 black pawn · b7 black pawn · c7 black pawn · e7 black pawn · g7 black bishop · h7 black pawn · d6 black pawn · f6 black knight · g6 black pawn · f5 black pawn · c4 white pawn · d4 white pawn · f3 white knight · g3 white pawn · a2 white pawn · b2 white pawn · e2 white pawn · f2 white pawn · g2 white bishop · h2 white pawn · a1 white rook · b1 white knight · c1 white bishop · d1 white queen · f1 white rook · g1 white king | a8 black rook · b8 black knight · c8 black bishop · d8 black queen · f8 black rook · g8 black king · a7 black pawn · b7 black pawn · c7 black pawn · e7 black pawn · g7 black bishop · h7 black pawn · d6 black pawn · f6 black knight · g6 black pawn · f5 black pawn · c4 white pawn · d4 white pawn · f3 white knight · g3 white pawn · a2 white pawn · b2 white pawn · e2 white pawn · f2 white pawn · g2 white bishop · h2 white pawn · a1 white rook · b1 white knight · c1 white bishop · d1 white queen · f1 white rook · g1 white king | 5 |
| 4 | a8 black rook · b8 black knight · c8 black bishop · d8 black queen · f8 black rook · g8 black king · a7 black pawn · b7 black pawn · c7 black pawn · e7 black pawn · g7 black bishop · h7 black pawn · d6 black pawn · f6 black knight · g6 black pawn · f5 black pawn · c4 white pawn · d4 white pawn · f3 white knight · g3 white pawn · a2 white pawn · b2 white pawn · e2 white pawn · f2 white pawn · g2 white bishop · h2 white pawn · a1 white rook · b1 white knight · c1 white bishop · d1 white queen · f1 white rook · g1 white king | a8 black rook · b8 black knight · c8 black bishop · d8 black queen · f8 black rook · g8 black king · a7 black pawn · b7 black pawn · c7 black pawn · e7 black pawn · g7 black bishop · h7 black pawn · d6 black pawn · f6 black knight · g6 black pawn · f5 black pawn · c4 white pawn · d4 white pawn · f3 white knight · g3 white pawn · a2 white pawn · b2 white pawn · e2 white pawn · f2 white pawn · g2 white bishop · h2 white pawn · a1 white rook · b1 white knight · c1 white bishop · d1 white queen · f1 white rook · g1 white king | a8 black rook · b8 black knight · c8 black bishop · d8 black queen · f8 black rook · g8 black king · a7 black pawn · b7 black pawn · c7 black pawn · e7 black pawn · g7 black bishop · h7 black pawn · d6 black pawn · f6 black knight · g6 black pawn · f5 black pawn · c4 white pawn · d4 white pawn · f3 white knight · g3 white pawn · a2 white pawn · b2 white pawn · e2 white pawn · f2 white pawn · g2 white bishop · h2 white pawn · a1 white rook · b1 white knight · c1 white bishop · d1 white queen · f1 white rook · g1 white king | a8 black rook · b8 black knight · c8 black bishop · d8 black queen · f8 black rook · g8 black king · a7 black pawn · b7 black pawn · c7 black pawn · e7 black pawn · g7 black bishop · h7 black pawn · d6 black pawn · f6 black knight · g6 black pawn · f5 black pawn · c4 white pawn · d4 white pawn · f3 white knight · g3 white pawn · a2 white pawn · b2 white pawn · e2 white pawn · f2 white pawn · g2 white bishop · h2 white pawn · a1 white rook · b1 white knight · c1 white bishop · d1 white queen · f1 white rook · g1 white king | a8 black rook · b8 black knight · c8 black bishop · d8 black queen · f8 black rook · g8 black king · a7 black pawn · b7 black pawn · c7 black pawn · e7 black pawn · g7 black bishop · h7 black pawn · d6 black pawn · f6 black knight · g6 black pawn · f5 black pawn · c4 white pawn · d4 white pawn · f3 white knight · g3 white pawn · a2 white pawn · b2 white pawn · e2 white pawn · f2 white pawn · g2 white bishop · h2 white pawn · a1 white rook · b1 white knight · c1 white bishop · d1 white queen · f1 white rook · g1 white king | a8 black rook · b8 black knight · c8 black bishop · d8 black queen · f8 black rook · g8 black king · a7 black pawn · b7 black pawn · c7 black pawn · e7 black pawn · g7 black bishop · h7 black pawn · d6 black pawn · f6 black knight · g6 black pawn · f5 black pawn · c4 white pawn · d4 white pawn · f3 white knight · g3 white pawn · a2 white pawn · b2 white pawn · e2 white pawn · f2 white pawn · g2 white bishop · h2 white pawn · a1 white rook · b1 white knight · c1 white bishop · d1 white queen · f1 white rook · g1 white king | a8 black rook · b8 black knight · c8 black bishop · d8 black queen · f8 black rook · g8 black king · a7 black pawn · b7 black pawn · c7 black pawn · e7 black pawn · g7 black bishop · h7 black pawn · d6 black pawn · f6 black knight · g6 black pawn · f5 black pawn · c4 white pawn · d4 white pawn · f3 white knight · g3 white pawn · a2 white pawn · b2 white pawn · e2 white pawn · f2 white pawn · g2 white bishop · h2 white pawn · a1 white rook · b1 white knight · c1 white bishop · d1 white queen · f1 white rook · g1 white king | a8 black rook · b8 black knight · c8 black bishop · d8 black queen · f8 black rook · g8 black king · a7 black pawn · b7 black pawn · c7 black pawn · e7 black pawn · g7 black bishop · h7 black pawn · d6 black pawn · f6 black knight · g6 black pawn · f5 black pawn · c4 white pawn · d4 white pawn · f3 white knight · g3 white pawn · a2 white pawn · b2 white pawn · e2 white pawn · f2 white pawn · g2 white bishop · h2 white pawn · a1 white rook · b1 white knight · c1 white bishop · d1 white queen · f1 white rook · g1 white king | 4 |
| 3 | a8 black rook · b8 black knight · c8 black bishop · d8 black queen · f8 black rook · g8 black king · a7 black pawn · b7 black pawn · c7 black pawn · e7 black pawn · g7 black bishop · h7 black pawn · d6 black pawn · f6 black knight · g6 black pawn · f5 black pawn · c4 white pawn · d4 white pawn · f3 white knight · g3 white pawn · a2 white pawn · b2 white pawn · e2 white pawn · f2 white pawn · g2 white bishop · h2 white pawn · a1 white rook · b1 white knight · c1 white bishop · d1 white queen · f1 white rook · g1 white king | a8 black rook · b8 black knight · c8 black bishop · d8 black queen · f8 black rook · g8 black king · a7 black pawn · b7 black pawn · c7 black pawn · e7 black pawn · g7 black bishop · h7 black pawn · d6 black pawn · f6 black knight · g6 black pawn · f5 black pawn · c4 white pawn · d4 white pawn · f3 white knight · g3 white pawn · a2 white pawn · b2 white pawn · e2 white pawn · f2 white pawn · g2 white bishop · h2 white pawn · a1 white rook · b1 white knight · c1 white bishop · d1 white queen · f1 white rook · g1 white king | a8 black rook · b8 black knight · c8 black bishop · d8 black queen · f8 black rook · g8 black king · a7 black pawn · b7 black pawn · c7 black pawn · e7 black pawn · g7 black bishop · h7 black pawn · d6 black pawn · f6 black knight · g6 black pawn · f5 black pawn · c4 white pawn · d4 white pawn · f3 white knight · g3 white pawn · a2 white pawn · b2 white pawn · e2 white pawn · f2 white pawn · g2 white bishop · h2 white pawn · a1 white rook · b1 white knight · c1 white bishop · d1 white queen · f1 white rook · g1 white king | a8 black rook · b8 black knight · c8 black bishop · d8 black queen · f8 black rook · g8 black king · a7 black pawn · b7 black pawn · c7 black pawn · e7 black pawn · g7 black bishop · h7 black pawn · d6 black pawn · f6 black knight · g6 black pawn · f5 black pawn · c4 white pawn · d4 white pawn · f3 white knight · g3 white pawn · a2 white pawn · b2 white pawn · e2 white pawn · f2 white pawn · g2 white bishop · h2 white pawn · a1 white rook · b1 white knight · c1 white bishop · d1 white queen · f1 white rook · g1 white king | a8 black rook · b8 black knight · c8 black bishop · d8 black queen · f8 black rook · g8 black king · a7 black pawn · b7 black pawn · c7 black pawn · e7 black pawn · g7 black bishop · h7 black pawn · d6 black pawn · f6 black knight · g6 black pawn · f5 black pawn · c4 white pawn · d4 white pawn · f3 white knight · g3 white pawn · a2 white pawn · b2 white pawn · e2 white pawn · f2 white pawn · g2 white bishop · h2 white pawn · a1 white rook · b1 white knight · c1 white bishop · d1 white queen · f1 white rook · g1 white king | a8 black rook · b8 black knight · c8 black bishop · d8 black queen · f8 black rook · g8 black king · a7 black pawn · b7 black pawn · c7 black pawn · e7 black pawn · g7 black bishop · h7 black pawn · d6 black pawn · f6 black knight · g6 black pawn · f5 black pawn · c4 white pawn · d4 white pawn · f3 white knight · g3 white pawn · a2 white pawn · b2 white pawn · e2 white pawn · f2 white pawn · g2 white bishop · h2 white pawn · a1 white rook · b1 white knight · c1 white bishop · d1 white queen · f1 white rook · g1 white king | a8 black rook · b8 black knight · c8 black bishop · d8 black queen · f8 black rook · g8 black king · a7 black pawn · b7 black pawn · c7 black pawn · e7 black pawn · g7 black bishop · h7 black pawn · d6 black pawn · f6 black knight · g6 black pawn · f5 black pawn · c4 white pawn · d4 white pawn · f3 white knight · g3 white pawn · a2 white pawn · b2 white pawn · e2 white pawn · f2 white pawn · g2 white bishop · h2 white pawn · a1 white rook · b1 white knight · c1 white bishop · d1 white queen · f1 white rook · g1 white king | a8 black rook · b8 black knight · c8 black bishop · d8 black queen · f8 black rook · g8 black king · a7 black pawn · b7 black pawn · c7 black pawn · e7 black pawn · g7 black bishop · h7 black pawn · d6 black pawn · f6 black knight · g6 black pawn · f5 black pawn · c4 white pawn · d4 white pawn · f3 white knight · g3 white pawn · a2 white pawn · b2 white pawn · e2 white pawn · f2 white pawn · g2 white bishop · h2 white pawn · a1 white rook · b1 white knight · c1 white bishop · d1 white queen · f1 white rook · g1 white king | 3 |
| 2 | a8 black rook · b8 black knight · c8 black bishop · d8 black queen · f8 black rook · g8 black king · a7 black pawn · b7 black pawn · c7 black pawn · e7 black pawn · g7 black bishop · h7 black pawn · d6 black pawn · f6 black knight · g6 black pawn · f5 black pawn · c4 white pawn · d4 white pawn · f3 white knight · g3 white pawn · a2 white pawn · b2 white pawn · e2 white pawn · f2 white pawn · g2 white bishop · h2 white pawn · a1 white rook · b1 white knight · c1 white bishop · d1 white queen · f1 white rook · g1 white king | a8 black rook · b8 black knight · c8 black bishop · d8 black queen · f8 black rook · g8 black king · a7 black pawn · b7 black pawn · c7 black pawn · e7 black pawn · g7 black bishop · h7 black pawn · d6 black pawn · f6 black knight · g6 black pawn · f5 black pawn · c4 white pawn · d4 white pawn · f3 white knight · g3 white pawn · a2 white pawn · b2 white pawn · e2 white pawn · f2 white pawn · g2 white bishop · h2 white pawn · a1 white rook · b1 white knight · c1 white bishop · d1 white queen · f1 white rook · g1 white king | a8 black rook · b8 black knight · c8 black bishop · d8 black queen · f8 black rook · g8 black king · a7 black pawn · b7 black pawn · c7 black pawn · e7 black pawn · g7 black bishop · h7 black pawn · d6 black pawn · f6 black knight · g6 black pawn · f5 black pawn · c4 white pawn · d4 white pawn · f3 white knight · g3 white pawn · a2 white pawn · b2 white pawn · e2 white pawn · f2 white pawn · g2 white bishop · h2 white pawn · a1 white rook · b1 white knight · c1 white bishop · d1 white queen · f1 white rook · g1 white king | a8 black rook · b8 black knight · c8 black bishop · d8 black queen · f8 black rook · g8 black king · a7 black pawn · b7 black pawn · c7 black pawn · e7 black pawn · g7 black bishop · h7 black pawn · d6 black pawn · f6 black knight · g6 black pawn · f5 black pawn · c4 white pawn · d4 white pawn · f3 white knight · g3 white pawn · a2 white pawn · b2 white pawn · e2 white pawn · f2 white pawn · g2 white bishop · h2 white pawn · a1 white rook · b1 white knight · c1 white bishop · d1 white queen · f1 white rook · g1 white king | a8 black rook · b8 black knight · c8 black bishop · d8 black queen · f8 black rook · g8 black king · a7 black pawn · b7 black pawn · c7 black pawn · e7 black pawn · g7 black bishop · h7 black pawn · d6 black pawn · f6 black knight · g6 black pawn · f5 black pawn · c4 white pawn · d4 white pawn · f3 white knight · g3 white pawn · a2 white pawn · b2 white pawn · e2 white pawn · f2 white pawn · g2 white bishop · h2 white pawn · a1 white rook · b1 white knight · c1 white bishop · d1 white queen · f1 white rook · g1 white king | a8 black rook · b8 black knight · c8 black bishop · d8 black queen · f8 black rook · g8 black king · a7 black pawn · b7 black pawn · c7 black pawn · e7 black pawn · g7 black bishop · h7 black pawn · d6 black pawn · f6 black knight · g6 black pawn · f5 black pawn · c4 white pawn · d4 white pawn · f3 white knight · g3 white pawn · a2 white pawn · b2 white pawn · e2 white pawn · f2 white pawn · g2 white bishop · h2 white pawn · a1 white rook · b1 white knight · c1 white bishop · d1 white queen · f1 white rook · g1 white king | a8 black rook · b8 black knight · c8 black bishop · d8 black queen · f8 black rook · g8 black king · a7 black pawn · b7 black pawn · c7 black pawn · e7 black pawn · g7 black bishop · h7 black pawn · d6 black pawn · f6 black knight · g6 black pawn · f5 black pawn · c4 white pawn · d4 white pawn · f3 white knight · g3 white pawn · a2 white pawn · b2 white pawn · e2 white pawn · f2 white pawn · g2 white bishop · h2 white pawn · a1 white rook · b1 white knight · c1 white bishop · d1 white queen · f1 white rook · g1 white king | a8 black rook · b8 black knight · c8 black bishop · d8 black queen · f8 black rook · g8 black king · a7 black pawn · b7 black pawn · c7 black pawn · e7 black pawn · g7 black bishop · h7 black pawn · d6 black pawn · f6 black knight · g6 black pawn · f5 black pawn · c4 white pawn · d4 white pawn · f3 white knight · g3 white pawn · a2 white pawn · b2 white pawn · e2 white pawn · f2 white pawn · g2 white bishop · h2 white pawn · a1 white rook · b1 white knight · c1 white bishop · d1 white queen · f1 white rook · g1 white king | 2 |
| 1 | a8 black rook · b8 black knight · c8 black bishop · d8 black queen · f8 black rook · g8 black king · a7 black pawn · b7 black pawn · c7 black pawn · e7 black pawn · g7 black bishop · h7 black pawn · d6 black pawn · f6 black knight · g6 black pawn · f5 black pawn · c4 white pawn · d4 white pawn · f3 white knight · g3 white pawn · a2 white pawn · b2 white pawn · e2 white pawn · f2 white pawn · g2 white bishop · h2 white pawn · a1 white rook · b1 white knight · c1 white bishop · d1 white queen · f1 white rook · g1 white king | a8 black rook · b8 black knight · c8 black bishop · d8 black queen · f8 black rook · g8 black king · a7 black pawn · b7 black pawn · c7 black pawn · e7 black pawn · g7 black bishop · h7 black pawn · d6 black pawn · f6 black knight · g6 black pawn · f5 black pawn · c4 white pawn · d4 white pawn · f3 white knight · g3 white pawn · a2 white pawn · b2 white pawn · e2 white pawn · f2 white pawn · g2 white bishop · h2 white pawn · a1 white rook · b1 white knight · c1 white bishop · d1 white queen · f1 white rook · g1 white king | a8 black rook · b8 black knight · c8 black bishop · d8 black queen · f8 black rook · g8 black king · a7 black pawn · b7 black pawn · c7 black pawn · e7 black pawn · g7 black bishop · h7 black pawn · d6 black pawn · f6 black knight · g6 black pawn · f5 black pawn · c4 white pawn · d4 white pawn · f3 white knight · g3 white pawn · a2 white pawn · b2 white pawn · e2 white pawn · f2 white pawn · g2 white bishop · h2 white pawn · a1 white rook · b1 white knight · c1 white bishop · d1 white queen · f1 white rook · g1 white king | a8 black rook · b8 black knight · c8 black bishop · d8 black queen · f8 black rook · g8 black king · a7 black pawn · b7 black pawn · c7 black pawn · e7 black pawn · g7 black bishop · h7 black pawn · d6 black pawn · f6 black knight · g6 black pawn · f5 black pawn · c4 white pawn · d4 white pawn · f3 white knight · g3 white pawn · a2 white pawn · b2 white pawn · e2 white pawn · f2 white pawn · g2 white bishop · h2 white pawn · a1 white rook · b1 white knight · c1 white bishop · d1 white queen · f1 white rook · g1 white king | a8 black rook · b8 black knight · c8 black bishop · d8 black queen · f8 black rook · g8 black king · a7 black pawn · b7 black pawn · c7 black pawn · e7 black pawn · g7 black bishop · h7 black pawn · d6 black pawn · f6 black knight · g6 black pawn · f5 black pawn · c4 white pawn · d4 white pawn · f3 white knight · g3 white pawn · a2 white pawn · b2 white pawn · e2 white pawn · f2 white pawn · g2 white bishop · h2 white pawn · a1 white rook · b1 white knight · c1 white bishop · d1 white queen · f1 white rook · g1 white king | a8 black rook · b8 black knight · c8 black bishop · d8 black queen · f8 black rook · g8 black king · a7 black pawn · b7 black pawn · c7 black pawn · e7 black pawn · g7 black bishop · h7 black pawn · d6 black pawn · f6 black knight · g6 black pawn · f5 black pawn · c4 white pawn · d4 white pawn · f3 white knight · g3 white pawn · a2 white pawn · b2 white pawn · e2 white pawn · f2 white pawn · g2 white bishop · h2 white pawn · a1 white rook · b1 white knight · c1 white bishop · d1 white queen · f1 white rook · g1 white king | a8 black rook · b8 black knight · c8 black bishop · d8 black queen · f8 black rook · g8 black king · a7 black pawn · b7 black pawn · c7 black pawn · e7 black pawn · g7 black bishop · h7 black pawn · d6 black pawn · f6 black knight · g6 black pawn · f5 black pawn · c4 white pawn · d4 white pawn · f3 white knight · g3 white pawn · a2 white pawn · b2 white pawn · e2 white pawn · f2 white pawn · g2 white bishop · h2 white pawn · a1 white rook · b1 white knight · c1 white bishop · d1 white queen · f1 white rook · g1 white king | a8 black rook · b8 black knight · c8 black bishop · d8 black queen · f8 black rook · g8 black king · a7 black pawn · b7 black pawn · c7 black pawn · e7 black pawn · g7 black bishop · h7 black pawn · d6 black pawn · f6 black knight · g6 black pawn · f5 black pawn · c4 white pawn · d4 white pawn · f3 white knight · g3 white pawn · a2 white pawn · b2 white pawn · e2 white pawn · f2 white pawn · g2 white bishop · h2 white pawn · a1 white rook · b1 white knight · c1 white bishop · d1 white queen · f1 white rook · g1 white king | 1 |
|   | a | b | c | d | e | f | g | h |   |

Thứ tự các nước đi truyền thống liên quan đến nước đi 2.c4 của trắng. Thông thường, Trắng sẽ bắt đầu với 2.g3. Một số biến thể phổ biến là: c4 được chơi sau g3 và Bg2; c4 được chơi sau Nf3; và c4 được chơi sau O-O (nhập thành cánh vua).
Ví dụ:
- truyền thống: 2.c4 Nf6 3.g3 g6 4.Bg2 Bg7 5.Nf3 0-0 6.0-0 d6
- phổ biến: 2.g3 Nf6 3.Bg2 g6 4.Nf3 Bg7 5.O-O O-O 6.c4 d6 (ảnh minh họa)

Một số biến thể
Trắng có nhiều lựa chọn thay thế tốt hơn cho các nước đi tiêu chuẩn, bao gồm:
- 2.Nc3 Nf6 (or 2...d5) 3.Bg5;
- 2.Bg5;
- 2.e4!?, Staunton Gambit, được đặt theo tên của Howard Staunton, người đã giới thiệu nó trong trận đấu với Bernhard Horwitz. Staunton Gambit đã từng là một đòn tấn công đáng sợ, nhưng nó đã không còn được ưa chuộng trong hơn 80 năm. Đại kiện tướng Larry Christiansen và Kiện tướng Quốc tế Jeremy Silman đã cho rằng nó "mang lại sự cân bằng tốt nhất cho bên trắng."
- Carl Mayet đã giới thiệu một gambit tiếp cận hoàn toàn khác với phòng thủ Hà Lan vào năm 1839 chống lại von der Lasa, chơi 2.h3 sau đó là 3.g4. Von der Lasa sau đó đã công bố phân tích của biến này trong phiên bản đầu tiên của Handbuch des Schachspiels. Viktor Korchnoi, một trong những kì thủ hàng đầu thế giới, đã giới thiệu lại biến này trong giải đấu thực tập Korchnoi - Känel, Biel 1979. Đại kiện tướng Christiansen sau đó đã kết luận, vì von der Lasa và Staunton đã chơi hơn 140 năm trước, rằng đen có thể chơi hay hơn bằng cách từ chối gambit với 2... Nf6 3.g4 d5!

Đen đôi khi bắt đầu với thứ tự nước đi 1... e6 để tránh các biến này, mặc dù đen phải sẵn sàng chơi Phòng thủ Pháp nếu Trắng tiếp tục 2.e4, khiến phòng thủ Hà Lan không còn là một lựa chọn tốt.

## ECO (Bách khoa toàn thư về khai cuộc)
Bách khoa toàn thư về khai cuộc (ECO) đưa ra 20 kí hiệu cho phòng thủ Hà Lan, A80 đến A99.
- A80: 1.d4 f5
- A81: 1.d4 f5 2.g3
- A82: 1.d4 f5 2.e4 (Staunton Gambit)
- A83: 1.d4 f5 2.e4 fxe4 3.Nc3 Nf6 4.Bg5 (Staunton Gambit)
- A84: 1.d4 f5 2.c4
- A85: 1.d4 f5 2.c4 Nf6 3.Nc3 (Biến Rubinstein)
- A86: 1.d4 f5 2.c4 Nf6 3.g3
- A87: 1.d4 f5 2.c4 Nf6 3.g3 g6 4.Bg2 Bg7 5.Nf3 (Leningrad Hà Lam)
- A88: 1.d4 f5 2.c4 Nf6 3.g3 g6 4.Bg2 Bg7 5.Nf3 0-0 6.0-0 d6 7.Nc3 c6 (Leningrad Hà Lan)
- A89: 1.d4 f5 2.c4 Nf6 3.g3 g6 4.Bg2 Bg7 5.Nf3 0-0 6.0-0 d6 7.Nc3 Nc6 (Leningrad Hà Lan)
- A90: 1.d4 f5 2.c4 Nf6 3.g3 e6 4.Bg2
- A91: 1.d4 f5 2.c4 Nf6 3.g3 e6 4.Bg2 Be7
- A92: 1.d4 f5 2.c4 Nf6 3.g3 e6 4.Bg2 Be7 5.Nf3 0-0
- A93: 1.d4 f5 2.c4 Nf6 3.g3 e6 4.Bg2 Be7 5.Nf3 0-0 6.0-0 d5 7.b3 (Biến Botvinnik)
- A94: 1.d4 f5 2.c4 Nf6 3.g3 e6 4.Bg2 Be7 5.Nf3 0-0 6.0-0 d5 7.b3 c6 8.Ba3 (Stonewall)
- A95: 1.d4 f5 2.c4 Nf6 3.g3 e6 4.Bg2 Be7 5.Nf3 0-0 6.0-0 d5 7.Nc3 c6 (Tường đá)
- A96: 1.d4 f5 2.c4 Nf6 3.g3 e6 4.Bg2 Be7 5.Nf3 0-0 6.0-0 d6
- A97: 1.d4 f5 2.c4 Nf6 3.g3 e6 4.Bg2 Be7 5.Nf3 0-0 6.0-0 d6 7.Nc3 Qe8 (Biến Ilyin–Genevsky)
- A98: 1.d4 f5 2.c4 Nf6 3.g3 e6 4.Bg2 Be7 5.Nf3 0-0 6.0-0 d6 7.Nc3 Qe8 8.Qc2 (Biến Ilyin–Genevsky)
- A99: 1.d4 f5 2.c4 Nf6 3.g3 e6 4.Bg2 Be7 5.Nf3 0-0 6.0-0 d6 7.Nc3 Qe8 8.b3 (Biến Ilyin–Genevsky)